# (308933) 2006 SQ372
(308933) 2006 SQ372 ist ein transneptunisches Objekt, das am 27. September 2006 – nur zwei Monate nach dem Periheldurchgang – im Rahmen des Sloan Digital Sky Survey entdeckt wurde.
Der Asteroid hat eine stark exzentrische Umlaufbahn um die Sonne, wobei das Perihel bei 24 AE und das Aphel bei etwa 2000 AE liegt. Seine Umlaufzeit um die Sonne dauert mehr als 20.000 Jahre. Der mittlere Durchmesser beträgt 50 bis 100 km.